# بوتیک سری
بوتیک سری (انگلیسی: Secret Boutique؛ کره‌ای: 시크릿 부티크) یک مجموعه تلویزیونی محصول کره جنوبی سال ۲۰۱۹ با بازی کیم سون آه، چانگ می هی، پارک هی بن، گو مین شی، کیم جه یونگ و کیم ته هون است. این مجموعه از ۱۸ سپتامبر تا ۲۸ نوامبر ۲۰۱۹، روزهای چهارشنبه و پنجشنبه ساعت ۲۲:۰۰ (کی‌اس‌تی) از اس‌بی‌اس پخش شد.
بوتیک سری آخرین مجموعه تلویزیونی روزهای چهارشنبه و پنجشنبه در شبکه اس‌بی‌اس است.

## بازیگران

### اصلی
- کیم سون آه در نقش جنی جانگ / جانگ دو یونگ[۴]
  - جونگ دا اون در نقش جوانی جنی جانگ
  - پارک سو یونگ در نقش ۱۰ سالگی جانگ دو یونگ
- چانگ می هی در نقش کیم یو اوک
- پارک هی بن در نقش وی یه نام
- گو مین شی در نقش لی هیون جی
- کیم جه یونگ در نقش یون سون وو
- کیم ته هون در نقش وی جونگ هیوک[۵]
  - یو جونگ وو در نقش وی جونگ هیوک (۲۰ سالگی)

### مکمل
- ریو سونگ سو در نقش چا سونگ جه
- ریو وون در نقش وی یه اون
- هان جونگ سو در نقش آقای هوانگ[۶]
- جو سوک ته در نقش اوه ته سوک